# Ballana tremula
Ballana tremula är en insektsart som beskrevs av Delong 1964. Ballana tremula ingår i släktet Ballana och familjen dvärgstritar. Inga underarter finns listade i Catalogue of Life.